# Agrothereutes rufofemoratus
Agrothereutes rufofemoratus är en stekelart som först beskrevs av Cameron 1903.  Agrothereutes rufofemoratus ingår i släktet Agrothereutes och familjen brokparasitsteklar. Inga underarter finns listade i Catalogue of Life.